# GQL-111
Das GQL-111 ist ein militärisches Schnellbrückensystem aus chinesischer Produktion und konzeptionell mit Brückenlegepanzern vergleichbar. Allerdings werden beim GQL-111-System ausschließlich geländegängige Militärlastwagen verwendet.

## Entwicklungsgeschichte
Die Schnellbrücke GQL-111 wurde in den 2000er-Jahren vom staatlichen Rüstungsunternehmen Norinco entwickelt und an die Volksbefreiungsarmee ausgeliefert. Sie wurde auf Basis eines vierachsigen Lastkraftwagens (8×8) des chinesischen Herstellers BeiBen Truck entworfen, der den idealen Kompromiss zwischen Gelände- und Straßenfahreigenschaften bot. Das Cab-Chassis stammt von BeiBen Truck, das diverse Mercedes-Benz-Komponenten in Lizenz produziert. Konzeptionell ähnelt das GQL-111 dem russischen TMM-6-Schnellbrückensystem.

## Technik

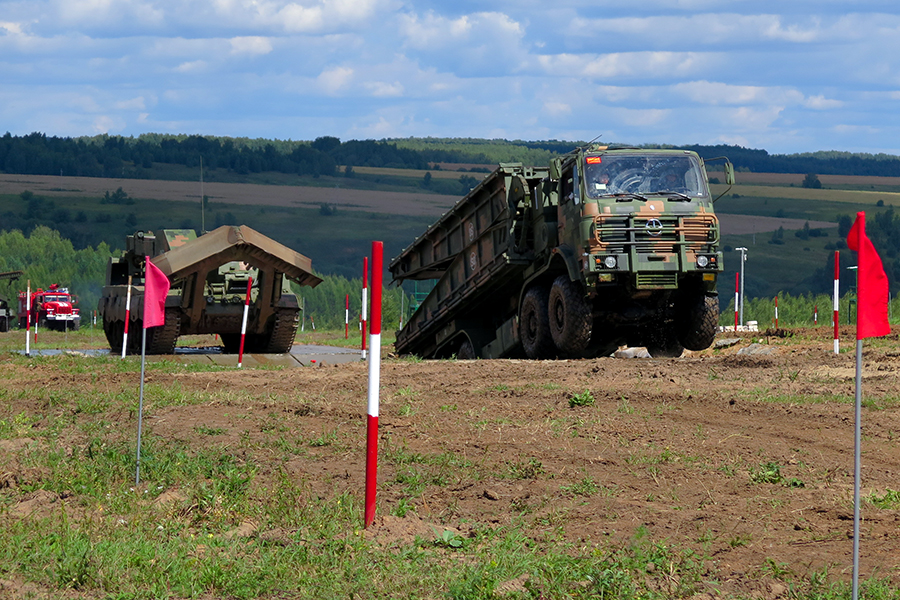
GQL-111 mit gefalteter Brücke in Transportkonfiguration

Jeder LKW trägt ein zusammengefaltetes Brückensegment, das im Transportzustand eine Länge von etwa 8,0 m hat.
Ein Segment kann verwendet werden, um einen Graben von bis zu 15 m zu überbrücken. Des Weiteren können fünf Schnellbrücken so verbunden werden, dass Hindernisse von 75 m überwunden werden können, wobei die Grabentiefe bis zu 5,50 m betragen kann. Das GQL-111-System kann in Kombination mit Pontons verwendet werden, um breitere Flüsse zu überqueren.
Laut Norinco kann die Schnellbrücke Militärfahrzeuge bis zu 50 Tonnen und Radfahrzeuge mit einem maximalen Achsgewicht von 13 Tonnen tragen. Eine neuere Version wird auch als 60T-Brücke bezeichnet, deren Kapazität auf 60 Tonnen erhöht wurde.

## Nutzer
- Volksrepublik China
- Äthiopien[5]
- Peru: Im November 2017 spendete die VR China nebst anderem militärischen Gerät diverse GQL-111-Systeme an Peru.[1]